# Grâce Zaadi
Grâce Zaadi-Deuna (født 7. juli 1993) er en kvindelig fransk håndboldspiller, som spiller for CSM București og Frankrigs kvindehåndboldlandshold. Hun deltog under VM i håndbold 2013 i Serbien og Sommer-OL 2016 i Rio de Janeiro.
Hun var med til at vinde OL-guld i håndbold for Frankrig, ved Sommer-OL 2020 i Tokyo, efter finalesejr over Rusland, med cifrene 30-25.

## Eskterne henvisninger
- Wikimedia Commons har flere filer relateret til Grâce Zaadi
- Grâce Zaadis profil på Olympics.com (engelsk)
- Grâce Zaadis profil på Sports-Reference OL-resultater (arkiveret) (engelsk)
- Grâce Zaadis profil på Olympedia (engelsk)
- Grâce Zaadis profil hos Frankrigs Olympiske Komité (fransk)
- Grâce Zaadis profil hos Det Europæiske Håndboldforbund (engelsk)
- Grâce Zaadis profil hos IHF (engelsk)